# Pitcairnioideae
Pitcairnioidaeae é uma subfamília de plantas pertencente à família Bromeliaceae. Ao contrário da maioria das plantas pertencentes a outras subfamílias deste grupo que têm hábito epífito, estas são geralmente terrestres, preferindo o solo para estabelecer as suas raízes.
São plantas comuns de solos áridos e regiões de grandes altitudes. A maioria das bromélias Pitcairnioidaeae apresentam folhas carnudas com espinhos muito fortes.

## Gêneros
| - Acanthostachys Klotzsch - Ayensua L.B.Sm. - Brewcaria L.B.Sm., Steyerm. & H.Rob. - Brocchinia Schult.f. - Connellia N.E.Br. - Cottendorfia Schult.f. | - Deuterocohnia Mez - Dyckia Schult.f. - Encholirium Mart. ex Schult.f. - Fosterella L.B.Sm. - Hechtia Klotzsch - Lindmania Mez | - Lymania Read - Navia Schult.f. - Pepinia Brongn. ex Andre - Pitcairnia L'Her. - Puya Molina - Steyerbromelia L.B.Sm |